# David Biton
David "Dudu" Biton (en hebreo: דוד "דודו" ביטון‎; 1 de marzo de 1988) es un futbolista nacido en Netanya, Israel, que juega en la posición de delantero y que actualmente milita en el Hapoel Kfar Saba.

## Carrera
(Actualizado a 13 de enero de 2014)
| Equipo                | Temporada           | Liga                | Liga local | Liga local | Copa local | Copa local | Copa europea | Copa europea | Total | Total |
| Equipo                | Temporada           | Liga                | PJ         | Goles      | PJ         | Goles      | PJ           | Goles        | PJ    | Goles |
| --------------------- | ------------------- | ------------------- | ---------- | ---------- | ---------- | ---------- | ------------ | ------------ | ----- | ----- |
| Maccabi Haifa         | 2005–06             | Ligat ha'Al         | 1          | 0          | 0          | 0          | 0            | 0            | 1     | 0     |
| Maccabi Haifa         | 2006–07             | Ligat ha'Al         | 0          | 0          | 0          | 0          | 0            | 0            | 0     | 0     |
| Maccabi Haifa         | Total               | Total               | 1          | 0          | 0          | 0          | 0            | 0            | 1     | 0     |
| Maccabi Tel Aviv      | 2007–08             | Ligat ha'Al         | 10         | 0          | 4          | 0          | 3            | 0            | 17    | 0     |
| Hapoel Ra'anana       | 2008–09             | Liga Leumit         | 31         | 8          | 5          | 4          | –            | –            | 36    | 12    |
| Hapoel Ra'anana       | 2009–10             | Ligat ha'Al         | 30         | 9          | 6          | 3          | –            | –            | 36    | 12    |
| Hapoel Ra'anana       | Total               | Total               | 61         | 17         | 11         | 7          | –            | –            | 72    | 24    |
| Hapoel Petah Tikva    | 2010–11             | Ligat ha'Al         | 15         | 12         | 4          | 1          | –            | –            | 19    | 13    |
| Charleroi SC          | 2010–11             | Jupiler Pro League  | 12         | 5          | –          | –          | –            | –            | 12    | 5     |
| Wisła Kraków (Cesión) | 2011–12             | Ekstraklasa         | 25         | 11         | 4          | 2          | 7            | 3            | 36    | 16    |
| Standard Liège        | 2012–13             | Jupiler Pro League  | 10         | 1          | 0          | 0          | –            | –            | 10    | 1     |
| APOEL (Cesión)        | 2012–13             | Primera División    | 13         | 6          | –          | –          | –            | –            | 13    | 6     |
| Standard Liège        | 2013–14             | Jupiler Pro League  | –          | –          | 1          | 1          | 5            | 0            | 6     | 1     |
| AD Alcorcón (cesión)  | 2013–14             | Liga Adelante       | 0          | 0          | –          | –          | –            | –            | 0     | 0     |
| Total en su carrera   | Total en su carrera | Total en su carrera | 147        | 52         | 24         | 11         | 15           | 3            | 186   | 66    |

PJ=Partidos Jugados